# Carlo Chiappi
Carlo Chiappi (Firenze, 16 aprile 1939 – Fiesole, 2001) è stato un architetto italiano.

## Biografia
Carlo Chiappi si laureò in architettura all'Università di Firenze nel 1967 con Giuseppe Giorgio Gori. Neolaureato, partecipò al concorso di idee per il recupero della Fortezza da Basso a Firenze (1967) e al concorso internazionale per il padiglione italiano di Osaka (1968). Insieme a Rino Vernuccio continuò a collaborare con lo studio Gori, dove era entrato in giovane età, occupandosi prevalentemente di edilizia scolastica. Con Vernuccio nel 1968 progettò la casa Pancani a Signa.
Durante gli anni settanta si interessò della razionalizzazione dell'aspetto costruttivo degli organismi edilizi: tale ricerca si riflette nel progetto di concorso per l'area direzionale di Firenze (1977) e nel progetto di numerosi complessi scolastici fra i quali l'Istituto tecnico "Odone Belluzzi" a Bologna (1970), il centro sociale di Santa Maria a Cintoia all'Isolotto, Firenze (1971) e il polo scolastico di Borgo San Lorenzo (1979).
Parallelamente all'attività professionale si impegnò nell'insegnamento all'interno della facoltà di architettura di Firenze dove dal 1973 fu assistente ordinario e dal 1981 professore associato di composizione architettonica. La collaborazione in ambito universitario con Gianfranco Caniggia accentuò il suo interesse per un fondamento tipologico dell'architettura, inteso come un insieme organico di nozioni capaci di esprimere la globalità dell'approccio alla progettazione architettonica, concetti che si ritrovano nella pubblicazione Tipo, progetto e composizione architettonica (1979).
Dal 1984 svolse attività progettuale prevalentemente attraverso concorsi di architettura: si ricordano quelli per l'ampliamento del Casinò di Campione d'Italia (1983), per Cà Venier dei Leoni a Venezia (III Mostra internazionale di architettura, 1985) e per il Parterre di piazza della Libertà a Firenze (XII Triennale di Milano, 1987). Al contempo coordinò una serie di progetti di ricerca all'interno del dipartimento di progettazione, tra i quali lo studio di fattibilità per il centro convegni di Villa Demidoff a Pratolino (1985) e il piano di recupero del centro storico di Portoferraio all'isola d'Elba (1996).
Dal 1990 al 1995 fu assessore all'urbanistica del comune di Fiesole dove ebbe modo, confrontandosi con le reali tematiche del territorio, di applicare il suo metodo compositivo orientato verso la costruzione di un equilibrio tra progetto e identità dei luoghi. Dal 1997 al 2001 fu direttore del dipartimento di progettazione della facoltà di architettura di Firenze.
Gli ultimi anni della sua attività furono dedicati in particolar modo al progetto di sostituzione edilizia nelle ex strutture carcerarie di Santa Teresa a Firenze e al progetto di ricostruzione del centro storico di Bientina (Pisa), due interventi in area fortemente storicizzata dove emergono i temi fondamentali del lavoro di Chiappi nel rapporto tra "tipo" e "tessuto", "edilizia di base" ed "edilizia speciale", "regola" e "linguaggio".